# Лесное (Новониколаевский район)
Лесное (укр. Лісне) — село,
Любицкий сельский совет,
Новониколаевский район,
Запорожская область,
Украина.
Код КОАТУУ — 2323682403. Население по переписи 2001 года составляло 160 человек.

## Географическое положение
Село Лесное находится на правом берегу реки Солёная, которая через 2 км впадает в секу Верхняя Терса,
на противоположном берегу расположено село Даниловка.
На расстоянии в 2 км расположено село Любицкое.
Река в этом месте пересыхает, на ней сделана запруда.

## История
- 1883 год — дата основания хутора Бекеревский (Бекерево).
- В 1945 г. переименован в Лесной[2].